# Shefa
Shefa je pokrajina u državi Vanuatu u južnom Pacifiku.

## Etimologija
Isto kao kod ostalih šest pokrajina Vanuatua, njeno ime umjetna je tvorevina i sastoji se od početnih slova otoka koje čine tu pokrajinu: Shepherd i Efate: osim ova dva otoka tu je smješten i otok Epi.

## Zemljopis
Smještena je južno od pokrajine Malampa i sjeverno od pokrajine Tafea. Glavni grad pokrajine je Port Vila, smješten na Efateu te je ujedno i glavni grad države Vanuatu.

### Otoci
| Ime       | Broj stanovnika | Površina u km2 |
| --------- | --------------- | -------------- |
| Buninga   | 144             |                |
| Efate     | 65 829          | 899.5          |
| Emae      | 743             | 32             |
| Emao      | 602             |                |
| Epi       | 5 207           | 444            |
| Ifira     | 811             |                |
| Lamen     | 440             |                |
| Lelepa    | 387             |                |
| Makura    | 106             |                |
| Mataso    | 74              |                |
| Moso      | 237             |                |
| Nguna     | 1 255           |                |
| Pele      | 321             |                |
| Tongariki | 267             |                |
| Tongoa    | 2 300           |                |

## Povijest
U Drugom svj. ratu ovo otočje imalo je važan geografski položaj pa su se na njemu utaborili američki vojnici.

## Stanovništvo
Pokrajina ima 45.000 stanovnika na području koje obuhvaća 1455 km².